# La Route royale
La Route royale (The Kingsroad) est le deuxième épisode de la série télévisée américaine de fantasy Le Trône de fer, diffusé en primeur le 24 avril 2011 sur HBO.
L'épisode a été écrit par les créateurs de la série David Benioff et D. B. Weiss et réalisé par Tim Van Patten.
Pratiquement toute l'action de l'épisode se déroule durant le voyage : Eddard Stark et ses filles accompagnent l'entourage du roi à Port-Réal pour devenir Main du roi, Tyrion rejoint Jon dans son voyage pour le Mur, et la nouvellement mariée Daenerys va avec son mari à Vaes Dothrak. Pendant ce temps, à Winterfell, une triste Catelyn Stark veille sur son fils Bran toujours inconscient.

## Résumé

### Par delà le Détroit
Sur leur chemin de Vaes Dothrak avec tout le khalasar, Jorah Mormont (Iain Glen) révèle à Viserys (Harry Lloyd) qu'il a été exilé pour vente d'esclaves. Viserys lui assure qu'il n'aurait jamais été puni s'il avait été le roi, et montre de l'impatience envers son nouveau beau-frère Khal Drogo (Jason Momoa), dont il attend le prêt de son armée.
Daenerys (Emilia Clarke) éprouve des difficultés à s'acclimater au mode de vie nomade de son nouveau peuple. Son seul réconfort provient des trois œufs de dragons qu'elle a reçus comme présent de mariage. Elle demande à l'une de ses servantes, une ancienne courtisane nommée Doreah, de lui enseigner comment satisfaire son nouveau mari. Sa détermination mène le Khal à la traiter plus tendrement en tant que sa femme et non plus comme une esclave.

### Dans le Nord
Bran (Isaac Hempstead-Wright) est dans le coma après sa chute de la tour. Après avoir frappé son neveu Joffrey pour avoir refusé d'exprimer ses hommages aux Stark, Tyrion Lannister (Peter Dinklage) informe son frère et sa sœur que, malgré sa chute, Bran survivra, à la consternation des jumeaux Lannister.
C'est le moment pour la famille Stark de se quitter. Les deux filles de Ned voyagent avec leur père vers la capitale, Port-Réal, tandis que Jon Snow (Kit Harington) rejoint son oncle Benjen (Joseph Mawle) au Mur, avec Tyrion, qui désire voir la « Bordure du monde ». Avant de partir, Jon donne comme cadeau une épée à sa sœur Arya (Maisie Williams). Lady Catelyn Stark (Michelle Fairley), restée auprès de son fils Bran depuis sa chute, est bouleversée par le départ imminent de son mari. Elle demande à Jon de partir au moment où il vient pour dire au revoir à Bran et reproche à son mari Ned (Sean Bean) de la quitter et de répondre aux demandes du roi Robert (Mark Addy). Avant leur départ, Jon questionne Ned au sujet de sa mère, mais Ned lui promet de lui répondre à leur prochaine rencontre.

### Au Mur
Jon et Tyrion voient le Mur pour la première fois quand ils arrivent avec Benjen et les autres recrues à proximité de Châteaunoir.

### À l'Auberge des Routes croisées
Sur leur chemin pour Port-Réal, l'entourage du Roi s'arrête pour se reposer à une auberge. Alors que le prince Joffrey (Jack Gleeson) et Sansa Stark (Sophie Turner) marchent le long de la rivière, ils se retrouvent face à Arya s'entraînant à l'épée avec des bâtons avec un garçon boucher, Mycah. Provoquant le garçon, Joffrey sort son épée et demande un duel, sous prétexte de le punir pour avoir accidentellement blessé Arya, une dame de la noblesse. Mycah et Arya tentent désespérément de lui expliquer que c'est elle qui a demandé au garçon de se battre afin qu'elle puisse s'entraîner. Alors que Joffrey savoure la douleur et la peur du garçon ainsi que sa mainmise sur la situation, Arya frappe Joffrey pendant que Mycah s'enfuit. Très fâché, Joffrey se tourne vers Arya et est sur le point de la frapper avec son épée ; c'est à ce moment que la louve d'Arya, Nymeria, défend sa maîtresse et lui mord le poignet. Arya saisit l'épée du jeune prince et la lance dans la rivière avant de s'enfuir dans la forêt, où elle fait fuir Nymeria pour la protéger ; elle se cache jusqu'à la nuit.
Après ces événements, Joffrey ment à la cour et accuse Arya et sa louve de l'avoir attaqué. Ne voulant pas perdre la faveur de son promis en exposant publiquement ses mensonges, Sansa prétend ne pas se souvenir de ce qu'il s'est passé. Fatigué de ces enfantillages, le roi Robert blâme son fils pour avoir été désarmé par une fille et déclare que les pères puniront chacun personnellement leurs enfants. Cependant, à la suite de la demande de la reine Cersei (Lena Headey), il ordonne la mise à mort de la louve. Comme Nymeria s'est enfuie, c'est la louve de Sansa qui devra être sacrifiée. Incapable de convaincre le roi, Eddard prend la responsabilité de tuer la louve lui-même. Sur le chemin, il croise le garde du corps de Joffrey, Sandor Clegane, qui a retrouvé et exécuté le garçon boucher, dont le corps ensanglanté repose sur la selle de son cheval. Il s'excuse auprès de la louve et la poignarde en plein cœur.

### Dans le Nord
Un feu se répand à Winterfell et, durant le chaos qui s'ensuit, un assassin tente de tuer Bran. Catelyn résiste à l'assaillant suffisamment longtemps pour que le loup de Bran saute et morde l'assassin à la gorge. La tentative d'assassinat renforce les suspicions de Catelyn, et après avoir retrouvé quelques cheveux blonds dans la tour abandonnée d'où est tombé Bran, elle en conclut que les Lannister sont impliqués. Après avoir fait part de ses pensées à ses conseillers les plus fiables, son fils Robb (Richard Madden), Maestre Luwin (Donald Sumpter), le maître d'armes ser Rodrik Cassel (Ron Donarchie) et le pupille de la famille Stark Theon Greyjoy (Alfie Allen), elle décide de se rendre à Port-Réal en secret avec Rodrik comme escorte afin d'alerter son mari.
Dans la dernière scène, Bran se réveille de son coma et ouvre ses yeux au moment où la louve de Sansa meurt.

## Production

### Scénario
Le deuxième épisode a été écrit par les créateurs de la série David Benioffet D. B. Weiss, basé sur le livre original de George R. R. Martin. La Route royale inclut les chapitres 10, 11, 13 à 18 et une partie du 24.
Les évènements de la série sont très fidèles au livre. Les différences avec l'adaptation sont de ne pas introduire la délégation du conseil avec Ser Barristan et Lord Renly, mais aussi la conversation entre Robert et Eddard se tenant lors du petit-déjeuner et non pas sur leurs chevaux. Certaines scènes ont aussi été créées pour la série, notamment la conversation entre Catelyn et Cersei au chevet de Bran, la reine se remémorant la mort d'un de ses enfants, et la confrontation entre Jaime et Jon avant que Jon ne se mette en chemin pour le Mur.

### Casting
Cet épisode marque la première apparition de la guest star Roxanne McKee. Elle fut choisie parmi un grand nombre de candidates pour jouer Doreah, une esclave servant Daenerys Targaryen.
Le musicien britannique Wilko Johnson apparaît également dans cet épisode dans le rôle du bourreau Ilyn Payne.

### Tournage
Le lieu principal du tournage était le studio Paint Hall. Les scènes à l'auberge ont été filmées à Ballycarry au début septembre 2010.